# Az – Második fejezet
Az Az – Második fejezet (eredeti cím:  It: Chapter Two ) 2019-es amerikai természetfeletti horrorfilm, amely Stephen King 1986-os világsikerű regénye alapján készült, és folytatása a 2017-es Az című filmnek. A Vesztesek Klubjának felnőtt főszereplőit James McAvoy, Jessica Chastain, Jay Ryan, Bill Hader, Isaiah Mustafa, James Ransone és Andy Bean alakítják, míg Jaeden Lieberher, Sophia Lillis, Jeremy Ray Taylor, Finn Wolfhard, Chosen Jacobs, Jack Dylan Grazer és Wyatt Oleff visszatér az első filmből mint a fiatal énjük.
A folytatással kapcsolatos beszélgetések 2016 februárjában kezdődtek. 2017 szeptemberében a New Line Cinema bejelentette, hogy a folytatást 2019 szeptemberében mutatják be. A forgatókönyvet Gary Dauberman írta, a filmet Andrés Muschietti rendezte. A forgatási munkálatok 2018 júniusától októberig tartottak és főként Kanadában zajlottak. A filmet a New Line Cinema és a Vertigo Entertainment gyártotta és a  Warner Bros. forgalmazza.
A második fejezet bemutatója Los Angelesben volt 2019. augusztus 26-án. A mozikban az Egyesült Államokban 2019. szeptember 6-án, Magyarországon egy nappal előbb, szeptember 5-én mutatták be.
Hasonlóan az első részhez, a kritikusok pozitív véleménnyel voltak a filmről, különösen Bill Hader és Bill Skarsgård játékát illetően. Dicsérték még a regényhez való hűsége miatt, a játékidő hosszát viszont bírálattal illették.

## Cselekmény
2016-ban a Maine állambeli Derry városában Adrian Mellont egy éjszaka megverik, majd a hídról a folyóba dobják, ezt követően pedig a csatornában a 27 éves álmából felébredő Pennywise áldozata lesz. Mike Hanlon, miután értesül az eseményről, és rájön, hogy Az visszatért, felhívja az egykori Vesztesek klubjának tagjait, Billt, Eddie-t, Beverlyt, Bent, Richie-t és Stant. A városból elköltöző, immáron felnőtt emberek mind saját életüket élik, teljesen megfeledkezve a gyermekkorukban történtekről és az esküjükről. Ennek ellenére Mike hívására mindannyian vállalják, hogy visszatérnek Derry-be, kivéve Stant, aki öngyilkosságot követ el. A Vesztesek egy étteremben találkoznak és az éjszaka során felidézik emlékeiket és jól szórakoznak, egészen addig, amíg nem értesülnek Stan haláláról. Richie és Eddie úgy dönt, hogy távoznak, miközben Mike kijelenti, hogy találkozott egy őslakos amerikai törzzsel, akik megmutatták neki a Chüd-szertartást, Az elpusztításának egyetlen módját. Bill és Mike meggyőzi Richie-t és Eddie-t, hogy maradjon, miközben egy visszaemlékezésben láthatjuk, hogy egykoron Henry Bowers hogyan menekült meg a csatornából. Bowers azóta elmegyógyintézetben van.
A Chüd-szertartás működéséhez a Veszteseknek szükségük van egy-egy személyes tárgyukra a múltból. Beverly a régi szülői házába megy, ahol megtalálja a Bentől kapott szerelmes verset, igaz a nő még mindig azt hiszi, hogy azt Billtől kapta. Bill elmegy a helyre, ahol annak idején Pennywise Georgie-t meggyilkolta, és visszaszerzi a papírcsónakot, miközben találkozik egy Dean nevű fiúval, aki az ő régi házában él, majd elmondja Bill-nek hogy a lefolyóból gyakran hall gyerek-, és bohóchangokat. Ben a városi iskola könyvtárában megtalálja a régi évkönyvét, amibe annak idején egyedül Beverly írt pár sort. Eddie gyógyszertárba megy. Mike eközben egy régi kődarabot talál, amivel a múltban felvették a harcot a Bowers-banda ellen. Bill rájön, hogy Pennywise Dean után ment, ezért megpróbálja megvédeni, de későn ér oda: a bohóc Bill szeme láttára öli meg a fiút, így már Georgie és Dean halála miatt is furdalja a lelkiismeret. Bill visszatér a Neibolt-házba, hogy végleg elpusztítsa a bohóckinézetű szörnyet, a többiek pedig utána sietnek, miután megölik az időközben Pennywise segítségével kiszabaduló és rájuk támadó Henry Bowerst.
A Chüd-szertartás sikeresnek tűnik, annak ellenére, hogy az utolsó összecsapás Eddie életébe kerül. Végül sikerül az igazi alakjában is megmutatkozó Azt elpusztítaniuk, miután kitépik annak szívét. Az életben maradt Vesztesek visszatérnek a bányatóhoz, ahol gyerekkorukban felhőtlenül fürödtek és úsztak együtt. Beverly, aki rájött, hogy Ben írta neki a levelet, megcsókolja a férfit és egy párként távoznak a helyszínről. Richie visszatér a hídhoz, ahová egykor a saját és egy másik személy nevének kezdőbetűit faragta, mint kiderül Eddiét. Mike úgy dönt, hogy új életet kezd, immáron Derry városán kívül. A Vesztesek mind levelet kapnak Stantől, amelyben a férfi elmagyarázza, hogy túl gyáva volt ahhoz, hogy újra szembenézzen Azzal és csak hátráltatta volna őket, de biztos benne, hogy nélküle is legyőzik a teremtményt.

## Szereposztás
Egy 2017. júliusi interjúban az első film gyermek színészeit megkérdezték, hogy mely színészeket választanák a folytatásban saját karaktereik felnőtt énjének. Sophia Lillis Jessica Chastaint, Finn Wolfhard Bill Hadert választotta. Később mindkét színész megkapta a szerepet.
2017 szeptemberében Muschietti megemlítette, hogy Chastain lesz a legjobb választás a Beverly Marsh felnőtt énjéhez, 2017 novemberében pedig maga a színésznő is kifejezte érdeklődését a projekt iránt. Végül 2018 februárjában Chastain hivatalosan is csatlakozott a szereplőgárdához, így a 2013-as Mama című filmet követően újra együtt dolgozhatott Muschiettivel. 2018 áprilisára Hader és James McAvoy tárgyalásokat folytattak, hogy csatlakozzanak a stábhoz, mint Richie Tozier és Bill Denbrough felnőtt karaktereinek megformálói. 2018 májusában James Ransone, Andy Bean és Jay Ryan is csatlakozott a projekthez, mint Eddie Kaspbrak, Stanley Uris és Ben Hanscom felnőtt énjeinek alakítói.
2018 júniusában Isaiah Mustafa kapta meg a felnőtt Mike Hanlon szerepét, nem sokkal később Teach Grant Henry Bowersét, Jess Weixler pedig Bill feleségét, Audrát alakíthatta. McAvoy, Chastain, Hader, Weixler és Beinbrink másodjára játszottak egy filmben a 2013-as Egy szerelem története című alkotás után. 2018 szeptemberében kiderült, hogy Javier Botet is szerepet kap a filmben, igaz azt nem hozták nyilvánosságra, hogy mi lesz az.
| Szereplő | Színész                                            | Magyar hang                                               |
| --- | -------------------------------------------------- | --------------------------------------------------------- |
| Robert "Bob" Gray / Az / Pennywise, a táncoló bohóc: Egy ősi, transzdimenziós szörny, aki huszonhét évente felbukkan, hogy táplálkozzon a gyermekek félelmével és aztán megölje őket. Új elsődleges és kedvenc formája Pennywise, a táncoló bohóc. 1989-ben a vesztesek legyőzték őt és súlyosan megsebesítették, korai hibernációba kényszerítve. Ez a vereség arra ösztönzi a lényt, hogy újjáépítse erősségét és pontos bosszút álljon a vesztesek klubján, amint Derry-be visszatérnek. | Bill Skarsgård                                     | Borbíró András                                            |
| William "Bill" Denbrough: Egy dadogó, mégis erőteljesen elhatározott férfi, aki a vesztesek klubjának vezetője. Megfogadta, hogy visszatér Derry-be, miután Pennywise megölte fiatalabbik testvérét, Georgie-t 1989 nyarán. Bill felnőttként sikeres regényíróvá válik, valamint egy sikeres színésznő, Audra Phillips férje lesz. | James McAvoy (felnőtt) Jaeden Lieberher (fiatal)   | Hevér Gábor (felnőtt) Bauer Gergő (fiatal)                |
| Beverly "Bev" Marsh: A vesztesek klubjának egyetlen női tagja, akit az apja fizikailag és szexuálisan bántalmazott, valamint az iskolában hamis pletykákkal zaklattak, Bill és Ben szerelme. Felnőttként sikeres divattervezővé válik Chicagoban, miközben számos bántalmazó kapcsolatot tart fenn, ebbe beleértve a házasságát Tom Rogan-nal. | Jessica Chastain (felnőtt) Sophia Lillis (fiatal)  | Pálfi Kata (felnőtt) Boldog Emese (fiatal)                |
| Richard "Richie" Tozier: Bill szerencsétlen legjobb barátja és a vesztesek klubjának tagja, a nagy szája és csúnya beszéde miatt gyakran bajba kerül. Felnőttként sikeres stand-up komikussá válik Los Angelesben. | Bill Hader (felnőtt) Finn Wolfhard (fiatal)        | Kálloy Molnár Péter (felnőtt) Berecz Kristóf Uwe (fiatal) |
| Michael "Mike" Hanlon: A vesztesek klubjának tagja, aki harcol Az ellen. Felnőttként Mike az egyetlen, aki Derryben marad és a város könyvtárosává válik, majd visszahívja a többi vesztest a környékre, amikor a lény újból felbukkan. | Isaiah Mustafa (felnőtt) Chosen Jacobs (fiatal)    | Papp Dániel (felnőtt) Gerő Botond (fiatal)                |
| Edward "Eddie" Kaspbrak: A vesztesek klubjának tagja, aki a hipokondrium megtestesítője és asztmás. Felnőttként Eddie sikeres kockázatértékelő New York Cityben, és van egy Myra nevű felesége, aki hasonlít az ő Munchausen-szindrómában szenvedő anyjához. | James Ransone (felnőtt) Jack Dylan Grazer (fiatal) | Rajkai Zoltán (felnőtt) Kelemen Noel (fiatal)             |
| Benjamin "Ben" Hanscom: A vesztesek klubjának egyik tagja, aki harcol Az ellen, valamint gyerekként folyton piszkálták a túlsúlya miatt. Felnőttként sikeres építészként foglalkozik Nebraskában és egészségesen él. | Jay Ryan (felnőtt) Jeremy Ray Taylor (fiatal)      | Mészáros Béla (felnőtt) Kretz Boldizsár (fiatal)          |
| Stanley "Stan" Uris: A vesztesek klubjának tagja, aki küzdött a teremtmény ellen. Felnőttként félelemből öngyilkosságot követ el otthona fürdőkádjában, hogy a többieket "megmentse". | Andy Bean (felnőtt) Wyatt Oleff (fiatal)           | Markovics Tamás (felnőtt) Tóth Márk (fiatal)              |
| Henry Bowers: Egy pszichopata, aki 1989 nyarán terrorizálta a vesztesek klubját, mielőtt az apját és két barátját meggyilkolták volna. Felnőttként elmegyógyintézetbe zárják, majd onnan megszökik és a vesztesek tagjait veszi célpontul. | Teach Grant (felnőtt) Nicholas Hamilton (fiatal)   | Crespo Rodrigo (felnőtt) Bogdán Gergő (fiatal)            |
| Georgie Denbrough: Bill elhunyt kisöccse. A karját Pennywise leharapta 1988 októberében, amely az 1989 nyarán bekövetkezett események csúcspontjává vált. | Jackson Robert Scott                               | Sándor Barnabás                                           |
| Mrs. Kersh: Egy látszólag aranyos és gyengéd idős nő, de valójában egy alattomos szörnyeteg, aki Beverly Marsh gyermekkori otthonában él. | Joan Gregson                                       | Dallos Szilvia                                            |
| Audra Phillips: Sikeres színésznő és Bill felesége. | Jess Weixler                                       | Németh Kriszta                                            |
| Tom Rogan: Beverly bántalmazó férje. | Will Beinbrink                                     | Csík Csaba Krisztián                                      |
| Adrian Mellon: Meleg fiatal srác, aki Pennywise áldozata lesz. | Xavier Dolan                                       | Hamvas Dániel                                             |
| Don Hagarty | Taylor Frey                                        | Bercsényi Péter                                           |
| Webby | Jake Weary                                         | Pásztor Tibor                                             |
| Christopher Unwin | Connor Smith                                       | Bor László                                                |
| Alvin Marsh: Beverly bántalmazó apja. | Stephen Bogaert                                    | Dolmány Attila                                            |
| Sonia Kaspbrak | Molly Atkinson                                     | Kocsis Mariann                                            |
| Myra | Molly Atkinson                                     | Tóth Szilvia Andrea                                       |
| Patty Blum | Martha Girvin                                      | Törtei Tünde                                              |
| Dean | Luke Roessler                                      | Mayer Marcell                                             |
| Victoria Fuller | Ryan Kiera Armstrong                               | Domonyi Amira                                             |
| Mr. Keene: Derry helyi gyógyszerésze. | Joe Bostick                                        | Albert Gábor                                              |
| Gretta Keene: Mr. Keene lánya, aki gyerekkorában zaklatta Beverly-t. | Juno Rinaldi (felnőtt) Megan Charpentier (fiatal)  | Czirják Csilla (felnőtt) Gáspárfalvi Dorka (fiatal)       |
| Victor Criss | Logan Thompson                                     | Czető Ádám                                                |
| Rendező | Peter Bogdanovich                                  | Törköly Levente                                           |
| Victoria anyja | Kelly Van der Burg                                 | Bálizs Anett                                              |
| Richie menedzsere | Jason Fuchs                                        | Seder Gábor                                               |
| Borton | Neil Crone                                         | Dézsy Szabó Gábor                                         |
| Connor | Ry Prior                                           | Kálmán Barnabás                                           |
| Goromba ápoló | Rob Ramsay                                         | Király Adrián                                             |
| Kiabáló gyerek | Brody Bover                                        | Csurgai Márk                                              |

## Háttér és forgatás

### Előzmények
2016. február 16-án Roy Lee producer a Collider internetes oldalon közzétett interjúban említette először a második fejezet elkészítésének lehetőségét.
2017. július 19-én Andrés Muschietti rendező, aki az első rész forgatását is dirigálta, kijelentette, hogy a tervek szerint 2018 tavaszán készítik el az Az folytatását."Valószínűleg 2018 januárjára lesz egy forgatókönyv a második részhez. Ideális esetben márciusban kezdjük el az előkészületeket. Az első rész csak a gyerekekről szólt. A második rész ezekről a karakterekről szól, 27 évvel később felnőttként, visszamenőleg 1989-ig, amikor visszaemlékezéseikben még gyerekek voltak."
2017. július 21-én Muschietti arról beszélt, hogy várja a következő rész elkészülését, amiről úgy nyilatkozott, hogy bár a cselekmény szorosan kapcsolódik az első részéhez, ez a film egy második fejezet lesz, nem igazi folytatás.
2017. szeptember 25-én a New Line Cinema bejelentette, hogy a folytatást 2019. szeptember 6-án mutatják be a Gary Dauberman és Jeffrey Jurgensen által írt forgatókönyv alapján és Muschietti rendezése mellett.

### Forgatás
A film forgatása 2018. június 19-én kezdődött Port Hope-ban, Oshawában és Torontóban. A forgatás 2018. október 30-án ért véget.

### Utómunkálatok
A vizuális effektusokért az Atomic Arts és a Method Studios felelt, a munkálatokat Brooke Lyndon-Stanford, Justin Cornish, Josh Simmonds és Nicholas Brooks felügyelte és igénybe vették a Cubica, a Lola VFX , a Make VFX, a Rodeo FX és a Soho VFX segítségét. A színészeket egyes jelenetekben digitálisan megfiatalították, hogy az a szerepbéli koruknak megfelelő legyen.

### Filmzene
Az összes szám szerzője Benjamin Wallfisch.
| Az Az – Második fejezet betétdalai | Az Az – Második fejezet betétdalai    | Az Az – Második fejezet betétdalai | Az Az – Második fejezet betétdalai | Az Az – Második fejezet betétdalai | Az Az – Második fejezet betétdalai | Az Az – Második fejezet betétdalai | Az Az – Második fejezet betétdalai | Az Az – Második fejezet betétdalai | Az Az – Második fejezet betétdalai |
| #                                  | Cím                                   | Hossz                              |                                    |                                    |                                    |                                    |                                    |                                    |                                    |
| ---------------------------------- | ------------------------------------- | ---------------------------------- | ---------------------------------- | ---------------------------------- | ---------------------------------- | ---------------------------------- | ---------------------------------- | ---------------------------------- | ---------------------------------- |
| 1.                                 | 27 Years Later                        | 2:06                               |                                    |                                    |                                    |                                    |                                    |                                    |                                    |
| 2.                                 | Memory                                | 1:40                               |                                    |                                    |                                    |                                    |                                    |                                    |                                    |
| 3.                                 | Come Home                             | 2:24                               |                                    |                                    |                                    |                                    |                                    |                                    |                                    |
| 4.                                 | I Swear, Bill                         | 1:30                               |                                    |                                    |                                    |                                    |                                    |                                    |                                    |
| 5.                                 | Beverly Escapes                       | 2:21                               |                                    |                                    |                                    |                                    |                                    |                                    |                                    |
| 6.                                 | Henry Bowers                          | 1:21                               |                                    |                                    |                                    |                                    |                                    |                                    |                                    |
| 7.                                 | Firefly                               | 3:09                               |                                    |                                    |                                    |                                    |                                    |                                    |                                    |
| 8.                                 | Losers Reunited                       | 0:52                               |                                    |                                    |                                    |                                    |                                    |                                    |                                    |
| 9.                                 | Echo                                  | 1:44                               |                                    |                                    |                                    |                                    |                                    |                                    |                                    |
| 10.                                | Fortune Cookies                       | 2:11                               |                                    |                                    |                                    |                                    |                                    |                                    |                                    |
| 11.                                | You Knew                              | 1:49                               |                                    |                                    |                                    |                                    |                                    |                                    |                                    |
| 12.                                | The Library                           | 2:07                               |                                    |                                    |                                    |                                    |                                    |                                    |                                    |
| 13.                                | Shokopiwah                            | 3:29                               |                                    |                                    |                                    |                                    |                                    |                                    |                                    |
| 14.                                | The Barrens                           | 1:21                               |                                    |                                    |                                    |                                    |                                    |                                    |                                    |
| 15.                                | The Clubhouse                         | 3:48                               |                                    |                                    |                                    |                                    |                                    |                                    |                                    |
| 16.                                | Perfume                               | 2:36                               |                                    |                                    |                                    |                                    |                                    |                                    |                                    |
| 17.                                | Mrs. Kersh                            | 1:47                               |                                    |                                    |                                    |                                    |                                    |                                    |                                    |
| 18.                                | Miss Me, Richie?                      | 1:24                               |                                    |                                    |                                    |                                    |                                    |                                    |                                    |
| 19.                                | Dirty Little Secret (feat. Pennywise) | 1:21                               |                                    |                                    |                                    |                                    |                                    |                                    |                                    |
| 20.                                | Silver Bullet                         | 1:54                               |                                    |                                    |                                    |                                    |                                    |                                    |                                    |
| 21.                                | Why Georgie?                          | 3:45                               |                                    |                                    |                                    |                                    |                                    |                                    |                                    |
| 22.                                | Your Hair Is Winter Fire              | 3:20                               |                                    |                                    |                                    |                                    |                                    |                                    |                                    |
| 23.                                | Eddie and the Leper                   | 1:50                               |                                    |                                    |                                    |                                    |                                    |                                    |                                    |
| 24.                                | Festival Pursuit                      | 1:06                               |                                    |                                    |                                    |                                    |                                    |                                    |                                    |
| 25.                                | Hall of Mirrors                       | 2:14                               |                                    |                                    |                                    |                                    |                                    |                                    |                                    |
| 26.                                | Bar Mitzvah                           | 1:36                               |                                    |                                    |                                    |                                    |                                    |                                    |                                    |
| 27.                                | Bowers Attack                         | 1:19                               |                                    |                                    |                                    |                                    |                                    |                                    |                                    |
| 28.                                | Back to Neibolt                       | 2:50                               |                                    |                                    |                                    |                                    |                                    |                                    |                                    |
| 29.                                | Home At Last                          | 1:29                               |                                    |                                    |                                    |                                    |                                    |                                    |                                    |
| 30.                                | It's Stan                             | 2:03                               |                                    |                                    |                                    |                                    |                                    |                                    |                                    |
| 31.                                | This Is Where It Happened             | 2:03                               |                                    |                                    |                                    |                                    |                                    |                                    |                                    |
| 32.                                | The Place of It                       | 1:57                               |                                    |                                    |                                    |                                    |                                    |                                    |                                    |
| 33.                                | Artifacts                             | 3:10                               |                                    |                                    |                                    |                                    |                                    |                                    |                                    |
| 34.                                | The Ritual of Chüd                    | 2:04                               |                                    |                                    |                                    |                                    |                                    |                                    |                                    |
| 35.                                | Very Scary                            | 1:39                               |                                    |                                    |                                    |                                    |                                    |                                    |                                    |
| 36.                                | Scary                                 | 1:31                               |                                    |                                    |                                    |                                    |                                    |                                    |                                    |
| 37.                                | Not Scary At All                      | 1:25                               |                                    |                                    |                                    |                                    |                                    |                                    |                                    |
| 38.                                | You Lied and I Died                   | 2:55                               |                                    |                                    |                                    |                                    |                                    |                                    |                                    |
| 39.                                | My Heart Burns There Too              | 2:30                               |                                    |                                    |                                    |                                    |                                    |                                    |                                    |
| 40.                                | Spider Attack                         | 3:28                               |                                    |                                    |                                    |                                    |                                    |                                    |                                    |
| 41.                                | You're All Grown Up                   | 5:24                               |                                    |                                    |                                    |                                    |                                    |                                    |                                    |
| 42.                                | Neibolt Escape                        | 1:36                               |                                    |                                    |                                    |                                    |                                    |                                    |                                    |
| 43.                                | Nothing Lasts Forever                 | 4:18                               |                                    |                                    |                                    |                                    |                                    |                                    |                                    |
| 44.                                | Goodbye                               | 0:54                               |                                    |                                    |                                    |                                    |                                    |                                    |                                    |
| 45.                                | Stan's Letter                         | 4:18                               |                                    |                                    |                                    |                                    |                                    |                                    |                                    |
| 101:15                             |                                       |                                    |                                    |                                    |                                    |                                    |                                    |                                    |                                    |

## Forgalomba hozatal
A film világpremierje 2019. augusztus 26-án volt Los Angelesben. Az Egyesült Államokban és Kanadában a Warner Bros. forgalmazásában mutatták be a mozikban 2019. szeptember 6-án, míg Magyarországon egy nappal korábban, szeptember 5-én.

### Marketing
A Vesztesek Klubjának tagjairól, illetve felnőtt énjükről először 2018. július 2-án jelent meg kép, amikor a forgatás kezdetét vette. 2019. április 2-án a CinemaConon mutattak be részleteket a filmből. 2019. május 9-én jelent meg az első, majd július 17-én az utolsó előzetes.

## Fogadtatás

### Bevételek
Az Egyesült Államokban és Kanadában a 90-100 millió dolláros bruttó bevételre számítanak a nyitóhétvégén, a film a megjelenés hetében megdöntötte a Fandango horrorfilmekre vonatkozó rekordját a legtöbb előre váltott jegy tekintetében.

### Kritikai visszhang

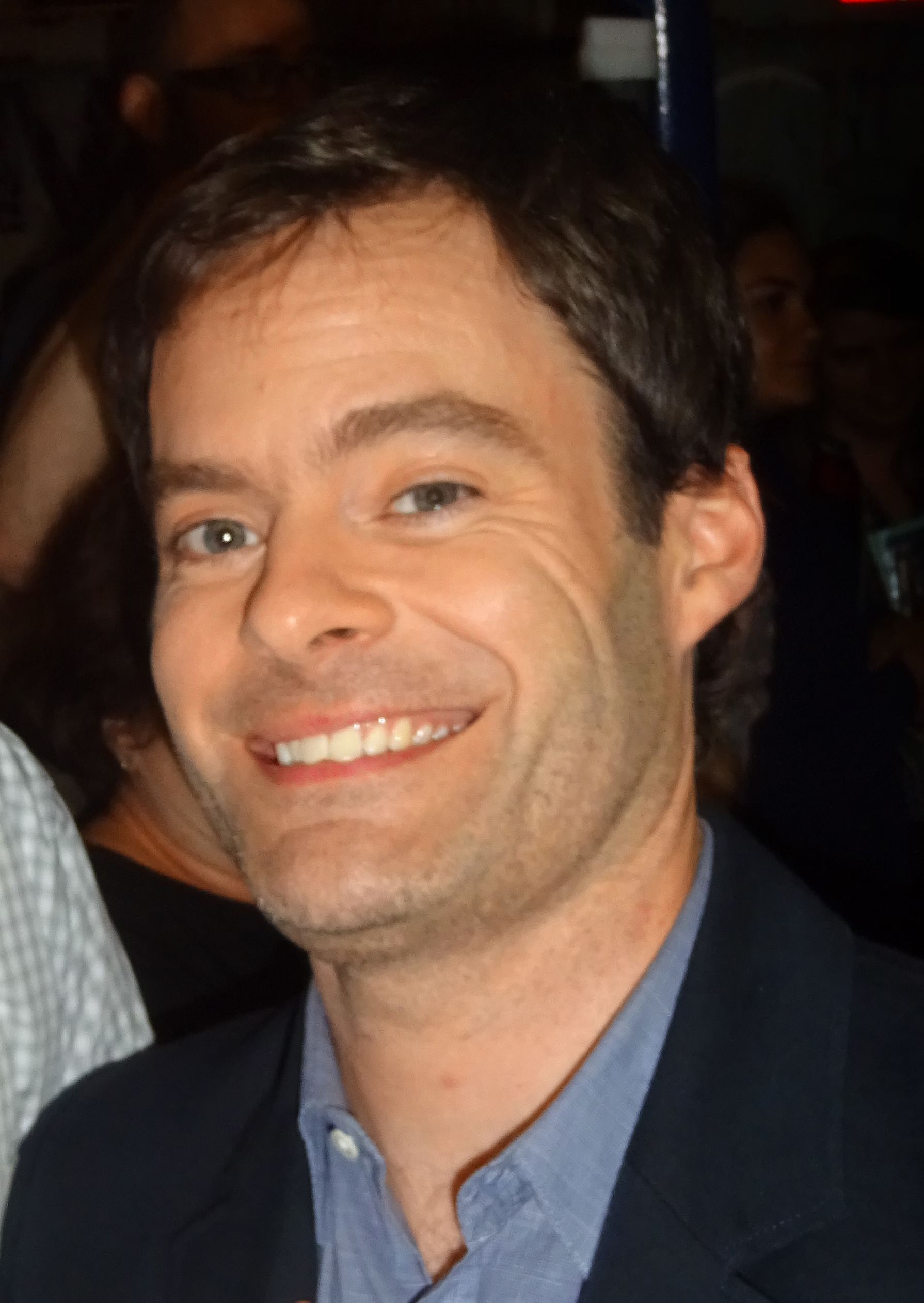
Bill Hader játékát pozitív kritikával illették Richie Tozier szerepében

A Rotten Tomatoes filmkritikákat gyűjtő oldalán 231 kritikus véleménye alapján 65%-os, 6,25/10-es értékelést kapott a film, ami átlagosnak mondható. A weboldal összegzése szerint a második fejezet ugyan nem ér fel az első résszel és a játékidő hosszát is kritikával illette, de kiemelte, hogy cselekménye hű maradt a forrásanyagként felhasznált Stepehen King-regényhez. A súlyozott átlagokkal dolgozó Metacritic internetes oldalon a film pontszáma a 100-ból 59, 47 kritikus alapján, ami "vegyes vagy átlagos" értéket jelent. A CinemaScore által megkérdezett közönségtől átlagosan "B +" besorolást kapott A + -F skálán, ugyanúgy, mint az első film, míg a PostTrak közönsége általánosan pozitív véleménnyel volt az alkotásról.
Richard Roeper amerikai filmkritikus a Chicago Sun-Timesban írt véleményében dicsérte a produkció kialakítását, de megemlítette, hogy nem annyira ijesztő, mint az első rész volt, emellett kiemelte a Muschietti által megálmodott látványvilágot és Bill Skarsgård színészi játékát, megemlítve, hogy utóbbi ellenére is Pennywise karaktere tompult az előzőekhez képest. Peter DeBruge a Variety című magazinban azt írta: "A bohóc visszatért, a gyerekek pedig felnőttek Stephen King szörnyregényének második részében, amely túl hosszú, de megfelelően ijesztő folytatás."
Katie Rife, a The A.V. Club online magazinban C + értékelést adott a filmnek, dicsérve Hader Richie Tozierként nyújtott alakítását.